# William L. Potts
William L. Potts (ur. 1883, zm. 1947) – amerykański policjant, wynalazca trójkolorowej sygnalizacji świetlnej.

## Życiorys
William Potts urodził się w 1883 roku, mieszkał i pracował w Detroit.
Otrzymał zadanie kontroli ruchu na skrzyżowaniu Woodward i Michigan Avenue, które uchodziło wówczas za najbardziej zakorkowane skrzyżowanie na świecie. Ponieważ nagła zmiana świateł pomiędzy zielonym i czerwonym była przyczyną częstych kolizji, Potts dodał trzecie światło w kolorze żółtym. Pierwsza trójkolorowa sygnalizacja została uruchomiona w październiku 1920 roku, a urządzenie miało postać wieży, na której czterech stronach, umieścił trójkolorowe sygnalizatory. W 1921 roku Potts został Superintendent of Signals for the Police Department oraz wprowadził pierwszą sygnalizację obszarową poprzez budowę centrum sterowania i kolejnych 15 wież z sygnalizacją. W tym samym roku Potts wyposażył pierwszy radiowóz w eksperymentalny zestaw radiowy, który działał do 1923 roku. Zgodnie z ówczesnym prawem policja musiała między komunikatami nadawać muzykę.
W 1924 roku rozpoczęła się komercyjna produkcja trójkolorowych sygnalizatorów, a w 1928 roku rozpoczęły się procesy sądowe o prawa do wynalazku. Chociaż Potts nie opatentował wynalazku, decyzją sądu apelacyjneg w Chicago otrzymał od firm produkujących sygnalizatory zapłatę za opracowanie i wdrożenie systemu do użytku. W kolejnych latach Potts zbudował sygnalizator o stałych sekwencjach czasowych zmiany świateł. Potts przeszedł w 1939 roku na policyjną emeryturę i dołączył do działu bezpieczeństwa ruchu w Automobile Club of Michigan. Zmarł w 1947.
Pierwszy sygnalizator został w 1938 roku przekazany do kolekcji Henry'ego Forda w Edison Institute w Greenfield Village.